# Stefan Licht

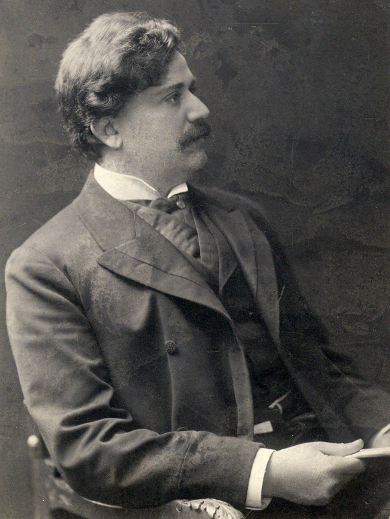
Stefan Licht

Stefan (von) Licht, auch Stefan, Edler von Licht oder auch Stephan (von) Licht (* 29. September 1860 in Brünn; † 4. März 1932 in Wien), war ein mährisch-österreichischer Politiker der Deutschen Fortschrittspartei bzw. ab 1918 der Deutschnationalen Partei. Die auf Adel hinweisenden Namensbestandteile sind auf Grund des Adelsaufhebungsgesetzes am 10. April 1919 weggefallen.

## Ausbildung und Beruf
Der Sohn eines Posamentierers besuchte nach der Volksschule das Gymnasium in Brünn. Von 1878 bis 1882 studierte er an der Universität Wien Rechtswissenschaft und wurde 1883 zum Dr. iur. promoviert. Danach wurde er Advokaturskonzipient, bevor er 1891 selbst die Zulassung als Hof- und Gerichtsadvokat in Brünn erhielt. Von 1901 bis 1932 praktizierte er in Wien. Er war Verfasser von genossenschaftsrechtlichen und gewerberechtlichen Werken und Mitglied der Staatswissenschaftlichen Staatsprüfungskommission.
Licht war auch Sammler von alter Kunst und Büchern, die er teilweise 1927 und 1929 selbst veräußerte und die nach seinem Ableben versteigert wurden. Er wurde am Döblinger Friedhof bestattet. Das Grab ist bereits aufgelassen.

## Politische Funktionen
- 1901–1918: Abgeordneter des Abgeordnetenhauses im Reichsrat (X., XI. und XII. Legislaturperiode), Wahlbezirk Mähren (deutsch) 10, Deutscher Nationalverband
- Mitglied der Handels- und Gewerbekammer in Brünn

Seine Klubfunktion war die eines Schriftführers.

## Politische Mandate
- 21. Oktober 1918 bis 16. Februar 1919: Mitglied der Provisorischen Nationalversammlung, DnP